# Dialekty syryjsko-palestyńskie języka arabskiego

Zasięg występowania

Dialekty syryjsko-palestyńskie – jedna z czterech grup wschodniego obszaru dialektalnego języka arabskiego. Arabowie określają je zbiorowo jako šāmī albo dialekty Bilād aš-Šām. Dialekty te kształtowały się na podłożu aramejskim, o czym świadczą zapożyczenia na płaszczyźnie tak gramatycznej, jak i leksykalnej. Mimo tego uchodzą obok dialektu hidżazyjskiego za najbliższe językowi klasycznemu.
Obszar, który zajmują dialekty syryjsko-palestyńskie obejmuje dzisiejszą Syrię, ale tylko na zachód od Eufratu, Liban, Palestynę oraz część Jordanii, w której oprócz dialektów beduińskich, wszystkie dialekty osiadłe (miejskie i wiejskie) są palestyńskie.
Dialekty syryjsko-palestyńskie dzielimy według klasyfikacji O. Jastrow i W. Fischera na 3 grupy:
- libańsko-środkowosyryjskie – 3 osoba, liczba pojedyncza, czas teraźniejszy – yiktub, byiktub; 1 osoba, liczba pojedyncza, czas teraźniejszy – ʔiktub, biktub:
  - libańskie dialekty – zachowane dyftongi aw i ay, oraz brak opozycji między o – u oraz i – e (podobnie jak w języku klasycznym),
  - środkowosyryjskie, głównym przedstawicielem dialekt damasceński,
  - cypryjski,
- północnosyryjskie – 3 osoba, liczba pojedyncza, czas teraźniejszy – yiktub, biktub; 1 osoba, liczba pojedyncza, czas teraźniejszy – ʔaktub, baktub:
  - rozciągają się do Hamy, której dialekt zalicza się do środkowosyryjskich; granica przebiega pionowo między Muhafazą Aleppo a Hamą, a dialekty ulokowane są po jej prawej stronie,
- palestyńsko-jordańskie:
  - palestyńskie miejskie,
  - środkowopalestyńskie wiejskie,
  - południowopalestyńskie-jordańskie.